# Coryneopsis microsticta
Coryneopsis microsticta är en svampart som beskrevs av Grove 1932. Coryneopsis microsticta ingår i släktet Coryneopsis och familjen Amphisphaeriaceae.   Inga underarter finns listade i Catalogue of Life.